# Cratichneumon annulatus
Cratichneumon annulatus är en stekelart som först beskrevs av Léon Abel Provancher 1875.  Cratichneumon annulatus ingår i släktet Cratichneumon och familjen brokparasitsteklar. Inga underarter finns listade i Catalogue of Life.